# ليث نوباري
ليث نوباري (بالفارسية: لیث نوبری) ويعرف أيضاً باسم ليث الناصري هو لاعب كرة قدم إيراني من أصل عربي عراقي في مركز الهجوم ولد في يوم 23 سبتمبر 1977 في مدينة بغداد عاصمة العراق، لعب مع أندية بنك ملي إيران ونادي باس طهران ونادي برسبوليس ونادي صحم في عُمان، لعب مع منتخب إيران لكرة القدم 3 مباريات ولم يسجل أي هدف.

## روابط خارجية
- ليث نوباري على موقع قاعدة بيانات كرة القدم.إي يو (الإنجليزية)
- ليث نوباري على موقع ناشيونال فوتبول تيمز (الإنجليزية)